# The Darktown Strutters’ Ball

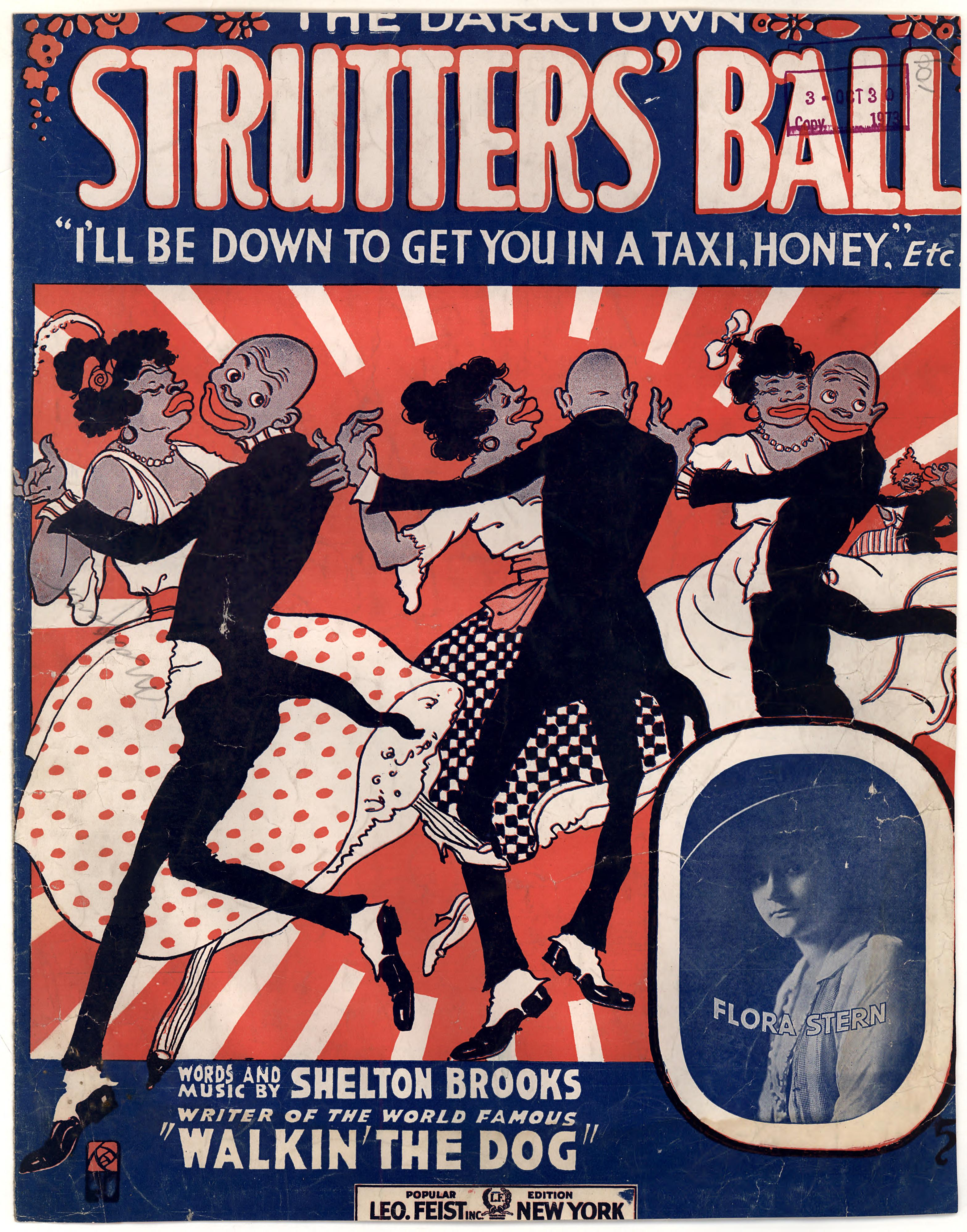
Cover des Notenblatts von Darktown Strutters’ Ball

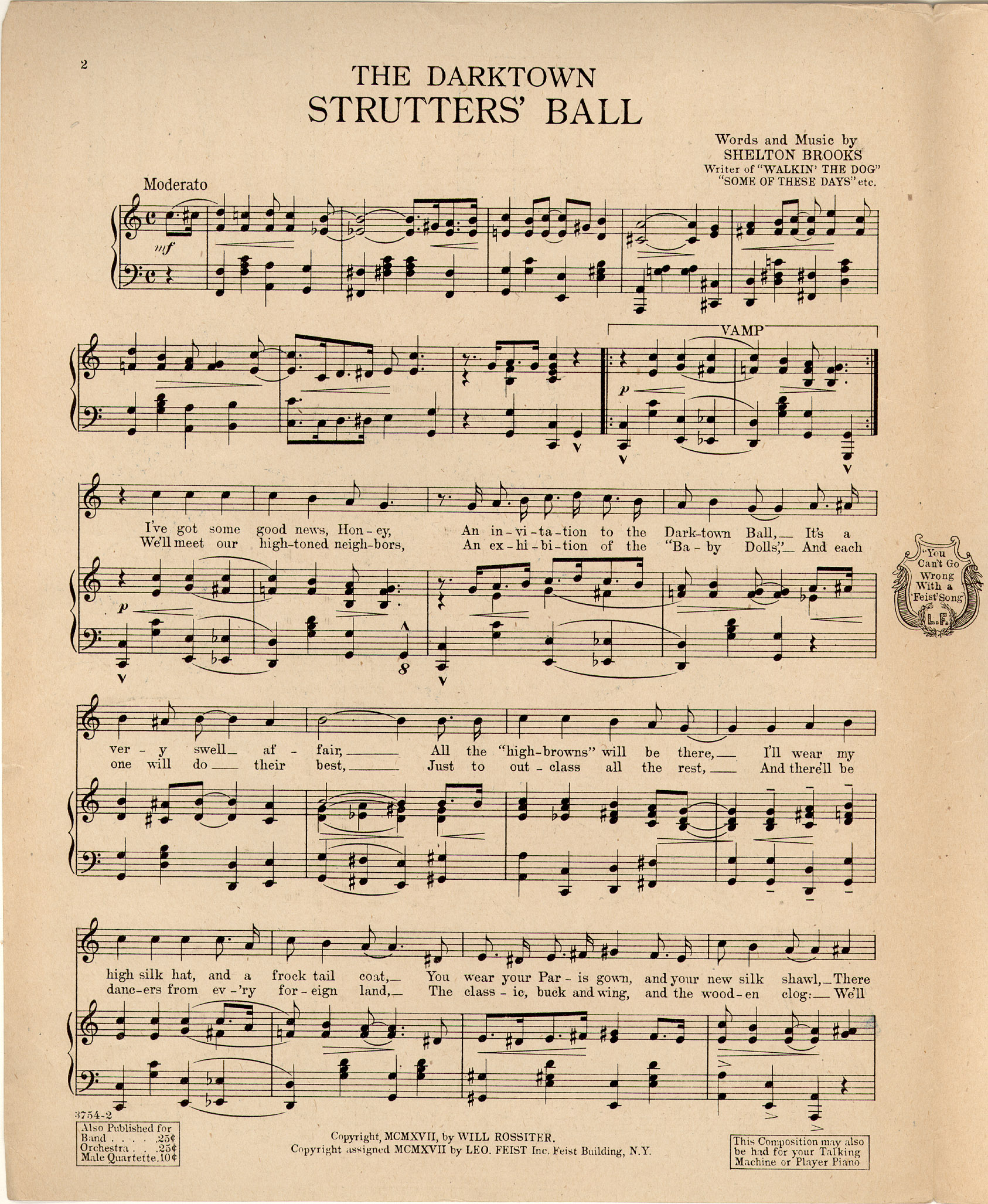
Erste Seite des Notenblatts von Darktown Strutters’ Ball

(The) Darktown Strutters’ Ball ist ein Popsong, den Shelton Brooks verfasste und 1917 veröffentlichte. Er zählt zu den ersten Jazz-Titeln, die auf Schallplatte aufgenommen wurden.

## Hintergrund
Das von dem afroamerikanischen Songwriter Shelton Brooks (1886–1975) geschriebene synkopierte, vom Ragtime beeinflusste Lied The Darktown Strutters’ Ball war von einem im Rahmen der Panama-Pacific Exposition im Dezember 1915 stattfindenden geselligen Beisammensein inspiriert. Es thematisiert die Wahrnehmung unterschiedlicher Hautfarben bei Afroamerikanern und ihrer (weißen) Umgebung.
Textlich bezieht sich das Darktown-Thema auf die zu dieser Zeit populären Hits Darktown Barbeque, Darktown Belle’s March, Darktown Colored Band, A Darktown Courtship, Darktown Is Out Tonight und Darktown Poets.
Der Songchorus beginnt mit vier Takten einer einfachen Boogie-Melodie (I’ll be down to get you in a taxi, honey / You better be ready about half past eight).
Der Song wurde 1917 zunächst im Vaudeville von einem weißen Gesangstrio aus Benny Fields, Jack Salisbury und Benny Davis vorgestellt, bevor er bei Tanzorchestern populär wurde. Der Musikverleger Leo Feist erwarb die Urheberrechte von Will Rossiter und verkaufte dann drei Millionen Notenblätter. 14 Tage vor der ersten Plattenaufnahme des Songs erschien ein Arrangement des Darktown Strutter’ Ball.

## Erste Aufnahmen und spätere Coverversionen
Zu den Musikern, die den Song 1917 coverten, gehörten ein Saxophon-Sextett namens Six Brown Brothers, das Ford Dabney Orchestra und die Original Dixieland Jazz Band, die Strutters Ball am 30. Mai 1917 einspielte (Columbia Records A-2297).  Im folgenden Jahr nahmen ihn Billy Murray & the Premier Quartet (Edison Blue Amberol Record), Arthur Collins & Byron G. Harlan (Columbia A2478), das Jaudas’ Society Orchestra (Edison 50469), das englische Savoy Quartet (HMV) und in Frankreich die 158th Infantry Band der U.S. Army auf. Frühe Aufnahmen des Songs legten auch Wilbur Sweatman, das Coon-Sanders Original Nighthawks Orchestra (1929), Ted Lewis, Paul Whiteman, Miff Mole and his Molers sowie Guy Lombardo and His Royal Canadians vor.
Ab den frühen 1930er-Jahren wurde der Song zu einem häufig gespielten Pop- und Jazzstandard, interpretiert u. a. von Red McKenzie (1931), Fats Waller, Meade Lux Lewis, Luis Russell, Chick Webb (1934), außerdem von Jimmy Dorsey (1938, Gesang June Richmond), Django Reinhardt & André Ekyan (1939), Coleman Hawkins & Jack Hylton (London, 1939), Oscar Alemán, Tiny Hill, Arthur „Guitar Boogie“ Smith, Phil  Napoleon, Luckey Roberts, Sid Phillips, Ella Fitzgerald, Lu Watters, Willie The Lion Smith und Benny Goodman.
The Darktown Strutters’ Ball wurde auch von Western-Swing-Musikern wie Bob Wills and His Texas Playboys (1936), The Skillet Lickers, Milton Brown (1935, Decca 5179) und den Hoosier Hot Shots (1936) gecovert, ab den 1950er-Jahren von zahlreichen europäischen und amerikanischen Dixieland-Musikern und Bands wie Kid Thomas Valentine, The Dukes of Dixieland, Carlo Loffredo’s 2nd New Orleans Jazz Band (RCA, 1959), Al Hirt, Marty Grosz und der Dutch Swing College Band. In neuerer Zeit interpretierten den Song auch Sammy Rimington, Wycliffe Gordon (Dreams of New Orleans) und Catherine Russell (Bring It Back, 2015). Der Diskograf Tom Lord listet im Bereich des Jazz insgesamt über 75 (Stand 2015) Coverversionen.
Auch bekannte Pop- und R&B-Musiker wie Hoagy Carmichael, Les Paul & Mary Ford, The Charioteers, Fats Domino, Alberta Hunter und Dean Martin coverten den Song. Der italoamerikanische Sänger Lou Monte nahm 1954 mit dem Orchester von Hugo Winterhalter eine Version im napolitalischen Dialekt auf (RCA Victor 47-5611), ähnlich wie dies Louis Prima (Equity 1001) mit einer italienisch-jiddischen Version getan hatte. Auch in mehreren Filmen wurde der Song verwendet, so in Coney Island (1943, Regie Walter Lang). Nicole Maurey sang ihn im Duett mit Bing Crosby in einer französisch-englischen Version in From Little Boy Lost (1953), in Boardwalk Empire wurde er von Vince Giordano and The Nighthawks gespielt.